# Teudis comstocki
Teudis comstocki är en spindelart som först beskrevs av Soares och Camargo 1948.  Teudis comstocki ingår i släktet Teudis och familjen spökspindlar. Inga underarter finns listade i Catalogue of Life.